# Velostrada Jaworzno

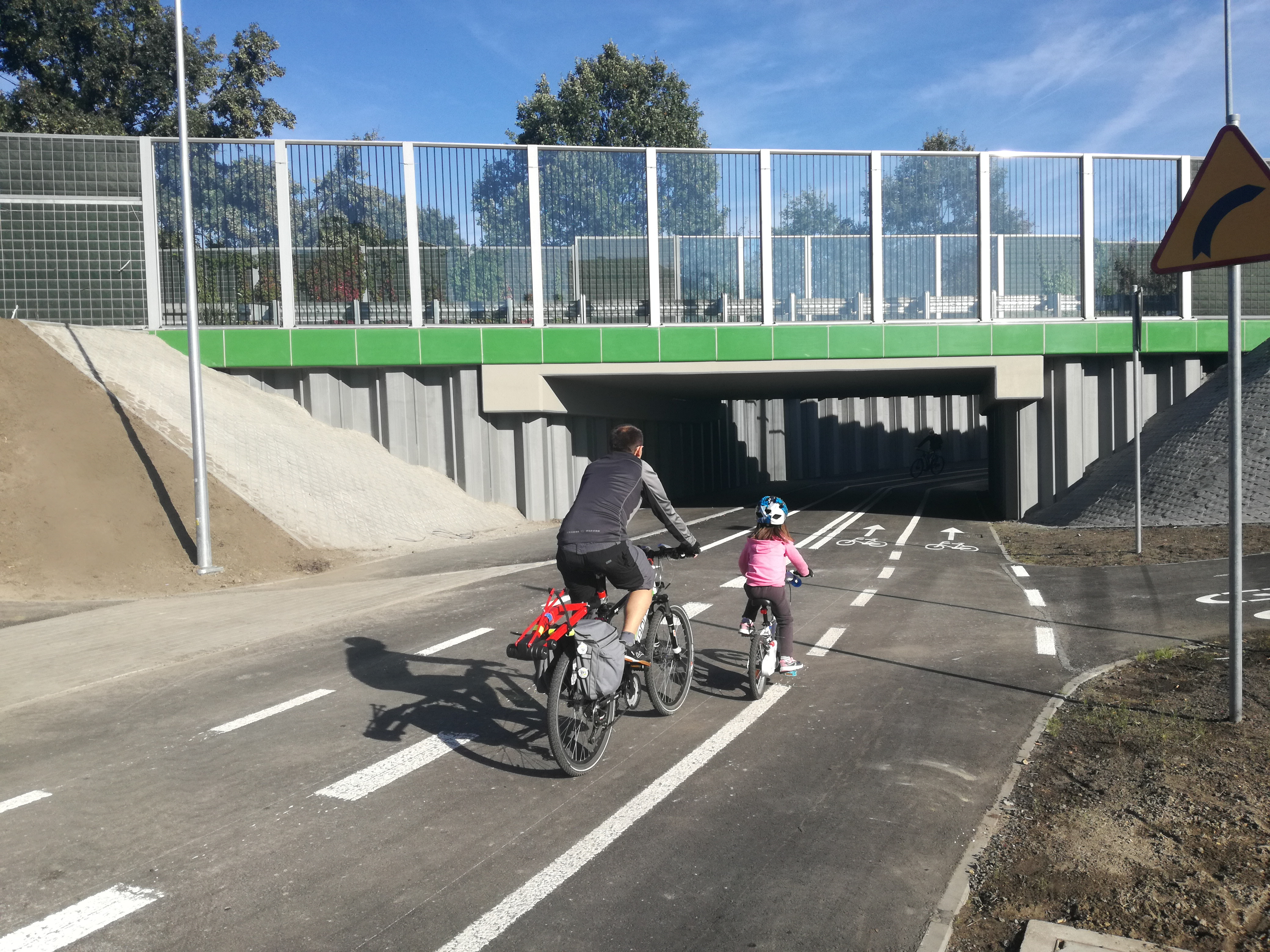
Fragment velostrady w Jaworznie: przejazd dla rowerów z 4 pasami ruchu pod drogą krajową DK79

Velostrada w Jaworznie – pierwsza w Polsce droga rowerowa wybudowana w standardzie velostrady; Zlokalizowana w Jaworznie droga o długości 3,4 kilometra wykonana jako częściowo zgodna z wytycznymi wzorca i standardów rekomendowanych przez Ministra właściwego ds. transportu. Każdy pas ma 1,25 m szerokości, co daje 5 m szerokości dla pasów rowerowych oraz dodatkowo 2 m dla chodnika; Pozostała część to jednojezdniowa trasa z dwoma pasami ruchu — oddzielnymi pasami dla obu kierunków. Trasa została w znacznej części poprowadzona śladem zlikwidowanych linii kolejowych (linie kolei pisakowych, bocznice kopalniane, linia kolejowa nr 126); Ma nawierzchnię asfaltową i linie wyraźnie oddzielające pasy ruchu: Na całej długości trasy znalazły się bezkolizyjne wjazdy i zjazdy dla rowerzystów, jednak nie brakuje przejść dla pieszych oraz przejazdów dla rowerów o słabej widoczności. Elementem nowej drogi jest też chodnik, przeznaczony dla pieszych i użytkowników urządzeń wspomagających ruch.

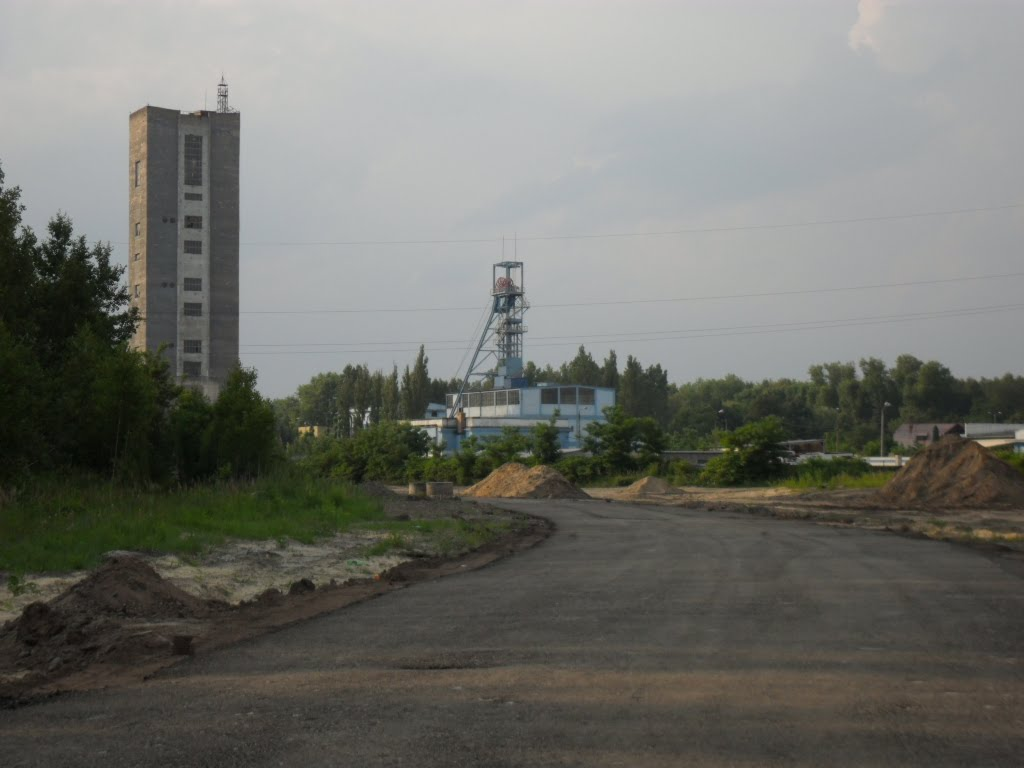
Velostrada w Jaworznie podczas budowy w 2012 r. - w tle kopalnia Jan Kanty

Velostrada rozpoczyna się przy ulicy Puszkina na Osiedlu Stałym i prowadzi wzdłuż granicy terenów dawnej kopalni Jan Kanty oraz po dawnej linii kolejowej. Dalej biegnie przez Podłęże, wzdłuż Trasy Podmiejskiej aż do centrum miasta w okolice Centrum Handlowego Galena. Różne media często błędnie podają, że w zasięgu velostrady mieszka około 60% mieszkańców Jaworzna, niestety w związku ze specyficzną budową miasta Jaworzna oraz wcześniej przytoczoną niewielką długością DDR o podwyższonym standardzie realny zasięg jest o wiele niższy.
Pomysł budowy Velostrady jest autorstwa lokalnych aktywistów rowerowych z grupy Integracja dróg dla rowerów w Jaworznie.  Oficjalne otwarcie Velostrady nastąpiło 30 września 2018 roku.  Wartość projektu to około 20 mln zł, z czego 8 mln zł to dofinansowanie unijne. We wrześniu 2019 r. Tomasz Tosza, zastępca dyrektora Miejskiego Zarządu Dróg i Mostów w Jaworznie zapowiedział rozbudowę drogi w stronę graniczącego z Jaworznem od północy Sosnowca.
Dnia 10 kwietnia 2021 roku na zakręcie pod tunelem Trasy Śródmiejskiej doszło do poważnego wypadku z udziałem rowerzystki. Jest to niebezpieczne miejsce ze względu na znaczną stromość obniżenia terenu, mały promień zakrętu oraz ograniczenie widoczności w związku z lokalizacją w obrębie przejazdu podziemnego. Dodatkowo metalowe elementy ściany oporowej zwiększają zagrożenie poważnymi urazami. Miejsce wypadku posiada mniejszy promień łuku od zalecanego. Obliczony promień tego zakrętu wynosi około 20m, zalecany 100m, minimalny 40m (zgodnie z WR-D-42-2).